# Linea Sakura-dōri
La linea Sakura-dōri (桜通線?, Sakura-dōri-sen) è una delle linee della metropolitana di Nagoya nella città di Nagoya in Giappone. La linea collega il quartiere di Nakamura-ku al quartiere Midori-ku. Contraddistinta dal colore rosso e dalla lettera S, la linea viene anche chiamata col nome ufficiale di "Linea No.6 Sakura-dori".

## Storia
La sezione tra Nagoya e Imaike venne aperta nel 1989 e passa sotto la strada Sakura-dōri, da cui prende il nome. La linea è stata costruita per decongestionare l'utilizzatissima linea Higashiyama. Nel 2011 è stato aperto un nuovo prolungamento di 4,2 km fino a Tokushige, e sono allo studio nuovi prolungamenti, probabilmente fino alle città di Toyoake o Toyota oltre Tokushige e fino a Shippō nella direzione opposta.

## Percorso
| Numero | Nome staziome       | Giapponese   | Distanza (km) | Collegamenti | Posizione   | Posizione    |
| ------ | ------------------- | ------------ | ------------- | --- | ----------- | ------------ |
| S01    | Nakamura Kuyakusho  | 中村区役所   | 0.0           | | Nakamura-ku | Nagoya Aichi |
| S02    | Nagoya              | 名古屋       | 0.9           | Linea Higashiyama (H08) ■ Linea principale Chūō ■ Linea principale Kansai ■ Linea principale Takayama ■ Linea principale Tōkaidō ■ Tōkaidō Shinkansen ■ Linea Kintetsu Nagoya (Stazione Kintetsu) ■ Linea Meitetsu Nagoya (Stazione Meitetsu) ■ Linea Aonami (AN01) | Nakamura-ku | Nagoya Aichi |
| S03    | Kokusai Center      | 国際センター | 1.6           | | Nakamura-ku | Nagoya Aichi |
| S04    | Marunouchi          | 丸の内       | 2.4           | Linea Tsurumai (T06) | Naka-ku     | Nagoya Aichi |
| S05    | Hisaya-ōdōri        | 久屋大通     | 3.3           | Linea Meijō (M06) | Naka-ku     | Nagoya Aichi |
| S06    | Takaoka             | 高岳         | 4.0           | Linea Kamiiida (estensione prevista) | Higashi-ku  | Nagoya Aichi |
| S07    | Kurumamichi         | 車道         | 5.3           | | Higashi-ku  | Nagoya Aichi |
| S08    | Imaike              | 今池         | 6.3           | Linea Higashiyama (H13) | Chikusa-ku  | Nagoya Aichi |
| S09    | Fukiage             | 吹上         | 7.4           | Linea Tōbu (in progetto) | Chikusa-ku  | Nagoya Aichi |
| S10    | Gokiso              | 御器所       | 8.4           | Linea Tsurumai (T12) | Shōwa-ku    | Nagoya Aichi |
| S11    | Sakurayama          | 桜山         | 9.5           | | Mizuho-ku   | Nagoya Aichi |
| S12    | Mizuho Kuyakusho    | 瑞穂区役所   | 10.4          | | Mizuho-ku   | Nagoya Aichi |
| S13    | Mizuho Undōjō Nishi | 瑞穂運動場西 | 11.1          | | Mizuho-ku   | Nagoya Aichi |
| S14    | Aratama-bashi       | 新瑞橋       | 11.8          | Linea Meijō (M23) | Mizuho-ku   | Nagoya Aichi |
| S15    | Sakura-hommachi     | 桜本町       | 12.9          | Linea Nambu (in progetto) | Minami-ku   | Nagoya Aichi |
| S16    | Tsurusato           | 鶴里         | 13.8          | | Minami-ku   | Nagoya Aichi |
| S17    | Nonami              | 野並         | 14.9          | | Tempaku-ku  | Nagoya Aichi |
| S18    | Naruko Kita         | 鳴子北       | 16.0          | | Tempaku-ku  | Nagoya Aichi |
| S19    | Aioiyama            | 相生山       | 16.9          | | Midori-ku   | Nagoya Aichi |
| S20    | Kamisawa            | 神沢         | 18.3          | | Midori-ku   | Nagoya Aichi |
| S21    | Tokushige           | 徳重         | 19.1          | | Midori-ku   | Nagoya Aichi |